# Пол Кауонга Семогерере
Пол Кауонга Семогерере (англ. Paul Kawanga Ssemongere); 11 лютого 1932, округ Каланга, Уганда — 18 листопада 2022) — політик Уганди. Лідер «Демократичної партії» в Уганді (1980—2005). Міністр закордонних справ Уганди (1988—1995).

## Життєпис
Народився у 1932 році в окрузі Каланга в Уганді. Він отримав диплом про освіту в Університеті Макерере в місті Кампала. Згодом він навчався в коледжі Аллегейні у Пенсільванії, США. У 1979 році він отримав вчену ступінь доктора філософії в галузі державного управління від Сірак'юського університету в місті Сірак'юс. У 1957—1973 роках він навчався в різних коледжах в Уганді.
У 1961—1962 рр. він був членом законодавчої ради Уганди, а потім у 1962 був обраний до Національної асамблеї Уганди як депутат від округу Північне Менго. Доктор Семогерере є членом Угандійської демократичної партії, він був кандидатом у президенти на Загальних виборах Уганди 1980 року та лідером парламентської опозиції 1981—1985 років. З 1985 по 1995 роки був послідовно міністром внутрішніх справ, закордонних справ та державних служб і одночасно обіймав посаду віце-прем'єр-міністра. У 1996 році він пішов у відставку з посади, оскільки був кандидатом у президенти від опозиції, але програв президенту Йовері Мусевені.
Доктор Ссемогерер також має великий досвід роботи на різних посадах як делегат Організації Африканського Єдності (ОАЄ). Він також був головою Ради міністрів ОАЄ з 1993 по 1994 рік. Був до 2005 року головою Демократичної партії та віце-президентом Демократичного союзу Африки (ДУА)..